# Jean Cuvillier
Pour les articles homonymes, voir Cuvillier.
Jean Cuvillier (1899-1969) est un micropaléontologue français.
Il a créé un enseignement nouveau de micropaléontologie en réponse aux besoins de l'industrie de l'eau et du pétrole, et a subséquemment formé un grand nombre de spécialistes. Il est à l'origine du Centre d'études de micropaléontologie appliquée du C.N.R.S., du laboratoire de micropaléontologie où est enseigné un 3e cycle, et de la chaire de micropaléontologie.

## Biographie
Il naît à Ambleteuse dans le Pas-de-Calais le 16 février 1899, dans une famille d'instituteurs. Il passe son enfance en Picardie où il est élève à l'École normale d'instituteurs d'Arras, puis obtient son baccalauréat à Rouen. Il fait des études supérieures à la Sorbonne et obtient sa licence ès sciences naturelles en 1922.
La même année (1922), il est nommé professeur au lycée français du Caire ; il y enseigne jusqu'en 1930 et y est secrétaire général de l'Institut d'Égypte de 1933 à 1938. 

Dans le même temps, sur le conseil de ses maîtres Émile Haug et le père Teilhard de Chardin il entreprend un doctorat d'État titré Révision du Nummulitique égyptien, (défini à partir des fossiles stratigraphiques de nummulites, le Nummulitique a été renommé Paléogène), qu'il soutient à l'université de Paris en 1930. Ce travail fait encore autorité.
À partir de 1930, il est détaché en qualité de maître de conférences de géologie à l'université du Caire. Il complète ses observations et ses travaux antérieurs. Pour ces recherches, il reçoit en 1938 le Prix Victor-Raulin attribué par l'Académie des sciences.
En 1938 il est nommé chef de travaux de géologie appliquée et chargé de cours d'hydrogéologie à la Sorbonne. Il s'installe à Paris, où il s'occupe de la publication de ses travaux en Égypte et commence à étudier le Nummulitique du bassin parisien, en collaboration avec le professeur Antonin Lanquine.
La guerre arrivant, en 1941 il doit abandonner son poste d'universitaire sur l'ordre du gouvernement de Vichy qui le suspend de ses fonctions en application de la loi antimaçonnique du 11 août 1941,.
Il s'établit alors à Dax où la Société Nationale des Pétroles d'Aquitaine (SNPA) lui confie la direction de son laboratoire de stratigraphie. En 1942, il organise pour cette société un laboratoire de géologie et micropaléontologie stratigraphique, toujours à Dax ; à partir de cette date, il commence à développer la micropaléontologie et met l'accent sur l'importance de la micropaléontologie en stratigraphie.
À la Libération, il retrouve son poste de chef de travaux au laboratoire de géologie appliquée. Il est nommé maître de conférences en 1947 et professeur titulaire en 1953. Il enseigne aussi à l'École normale supérieure de Fontenay-aux-Roses de 1939 à 1955, et à l'École nationale supérieure de géologie appliquée de Nancy de 1948 à 1957.
En 1953 il devient conseiller scientifique à la direction générale de la Société nationale des pétroles d'Aquitaine.
Il meurt à Bordeaux le 20 septembre 1969.

### Géologue et paléontologue
Cuvillier a créé et longtemps dirigé l’institut de Micropaléontologie à l’université de Paris, où il a formé de nombreux élèves. Sous sa tutelle, l'institut a mis l'accent sur les foraminifères, les ostracodes, les tintinnides, les acritarches, les coccolithes et de nombreux organismes non déterminés.
Cuvillier s'est particulièrement intéressé à la science des microfaciès. Ses œuvres les plus importantes sont Stratigraphie corrélation by microfacies in Western Aquitaine, Foraminifères d’Aquitaine et Des microfaciès du Paléozoique du Sahara.
Il est à l'origine du Centre d'études de micropaléontologie appliquée du C.N.R.S..
En 1955 il crée le laboratoire de micropaléontologie, dans lequel est dispensé un enseignement de 3e cycle.
La chaire de micropaléontologie est créée pour lui.
En 1956 il est président de la Société géologique de France, collaborateur principal au Service de la carte géologique de France.
En 1958, il crée la Revue de micropaléontologie, de diffusion mondiale, publiée par le laboratoire de micropaléontologie de l'Université.
Les collections de Jean Cuvillier contiennent de nombreux assemblages d'algues calcaréeuses du Paléocène de Libye.
Il a dirigé des thèses qui elles aussi ont fait date, comme celle de Vincent Sacal (ou Szakall), Microfaciès du Paléozoïque Saharien.

## Sociétés savantes
- président de la Société géologique de France (1956)[1]
- membre honoraire de la Société Géologique de Pologne (1969-)[5]

## Publications
- [1930] Révision du nummulitique Égyptien (thèse de doctorat), Le Caire, éd. E. & R. Schindler, coll. « Mémoires de l'Institut d'Égypte » (no 16), 1930, 26 pl. + 371, sur archive.org (OCLC 7547176, lire en ligne).
- [Burger, Cuvillier & Schoeffler 1945] J.J. Burger, Jean Cuvillier et Jacques Schoeffler, « Stratigraphie du Nummulitique de la Chalosse de Montfort », Bulletin de la Société géologique de France, vol. 15, no 5,‎ 1945, p. 207-220.
- [Cuvillier & Schoeffler 1946] Jean Cuvillier et Jacques Schoeffler, « Esquisse géologique de la commune de Sainte-Marie-de-Gosse (Landes) », Bulletin De La Société Géologique De France, vol. 16, série 5, nos 1-3,‎ 1946, p. 91–94 (DOI 10.2113/gssgfbull.S5-XVI.1-3.91, résumé).
- [Cuvillier & Dupouy-Camet 1946] Jean Cuvillier et J. Dupouy-Camet, « Stratigraphie du Crétacé et de l’Eocène inférieur dans la Chalosse de Montfort (Landes) », Bulletin de la Société géologique de France, vol. 16, série 5, nos 4-6,‎ 1946, p. 385-397 (DOI 10.2113/gssgfbull.S5-XVI.4-6.385).
- Foraminifères d’Aquitaine
  - [Cuvillier, Sacal & Debourle 1949] Jean Cuvillier (éditeur scientifique et dir.), Vincent Sacal et André Debourle, Foraminifères d'Aquitaine (1e partie : « Reophacidae à Nonionidae »), Toulouse, impr. F. Boisseau / SNPA, coll. « Mémoires de la Société géologique de France (1924) » (no 78), 1949, 32 pl. + 112 (ISSN 0249-7549, présentation en ligne).
  - [Cuvillier, Sacal & Debourle 1957] Jean Cuvillier (éditeur scientifique et dir.), Vincent Sacal et André Debourle, Foraminifères d'Aquitaine (2e partie : « Peneroplidae à Victoriellidae »), Paris / Mâcon, Société géologique de France / impr. de Protat frères, coll. « Mémoires de la Société géologique de France » (no 78), 1957, 35 pl. + 88 (ISSN 0249-7549, présentation en ligne).
- [1950] « Étude stratigraphique du grand forage de Bastennes-Gaujacq (Landes) », Géologie Appl. et Prospection Minière, vol. 3, no 4,‎ 1950, p. 5-14.
- [Cuvillier, Dupouy-Camet & Sacal 1951] Jean Cuvillier, Jacques Dupouy-Camet et Vincent Sacal, « L'anticlinal de Roquefort-des-Landes et les pointements crétacés de Créon-Saint-Julien » (note présentée à la séance du 3 décembre 1951), Bulletin de la Société Géologique de France, vol. 1, série 6, no 7,‎ 1951, p. 553–584 (résumé).
- [1954] « À propos des "Corrélations stratigraphiques par microfaciès en Aquitaine occidentale" [with discussion] », Bulletin de la Société Géologique de France, vol. 4, série 6,‎ janvier 1954, p. 233–236 (DOI 10.2113/gssgfbull.S6-IV.4-6.233).
- [1954] « Niveau a coprolithes de crustacés », Bulletin de la Société Géologique de France, vol. 6, série 6, nos 1-3,‎ 1954, p. 51–54 (résumé).
- [1956] (en) avec la collaboration de Vincent Sacal, Stratigraphic correlations by microfacies in Western Aquitaine, Leiden, éd. E. J. Brill, coll. « Sediment Petrographical Series » (no 2, p. 1-33), 1956 (réimpr. 1961 (3e éd., 2e éd. en anglais)), 100 pl. + 34, sur archive.org (ISBN 978-90-04-01033-8, OCLC 236280, présentation en ligne, lire en ligne).
- [1956] (en) Stratigraphie corrélation by microfacies in Western Aquitaine, Leiden, éd. E.T. Brill, 1956, sur _ _ _.
- [Sacal & Cuvillier 1963] Vincent Sacal et Jean Cuvillier, Microfaciès du Paléozoique Sahararien, Paris, impr. Lahure, coll. « Notes et mémoires de la Compagnie française des pétroles » (no 6-7), 1963, 43 fig. et pl. + 30 (lire en ligne [PDF] sur infoterre.brgm.fr).
- [Neumann a Cuvillier 1967] Madeleine Neumann et Jean Cuvillier (préf. J. Cuvillier), Manuel de micropaléontologie des foraminifères : systématique, stratigraphie : Saccamminidae à Ataxophragmiidae, éd. Gauthier-Villars, 1967, IX-297 p., sur _ _ _ (présentation en ligne).

## Hommages
- Prix Victor-Raulin (1938)
- Prix Viquesnel, 1946